# Atarrabi
Atarrabi is in de Baskische mythologie een van de twee zonen van de hoofd godin Mari en haar man Maju. De andere broer was Mikleats. Attarrabi was de goede zoon terwijl Mikleats de slechte was.
Dit blijkt uit het verhaal dat eens de beide broers gevangen waren genomen door een kwade tovenaar. Hij wilde ze als slaven houden maar had aan één meer dan genoeg; hij wilde eerst Mikleats nemen maar zijn broer nam de gevangenschap op zich. Gelukkig wist hij te ontsnapen door de vloer te leren praten en elke keer als de tovenaar zijn naam riep zei de vloer wat terug.